# متفرع الخصية الصيني
متفرع الخصية الصيني أو وشيعة الكبد الصينية (بالإنجليزية: Clonorchis sinensis)‏ هي من الديدان التي تصيب كبد الاٍنسان وهي من صف المثقوبات، شعبة الديدان المسطحة، هذا الطفيلي يعيش في كبد الاٍنسان وكذلك يمكن تواجده في أقنية الصفراء والمرارة، يتغذى على الصفراء.
هذه الديدان متوطنة في كل من اليابان ،الصين، تايوان وجنوب شرق آسيا وتقدر الاٍصابات ب 30.000.000 شخص.